# کاکایی عاجی
کاکایی عاجی (نام علمی: Pagophila eburnea) نام یک گونه از تیره مرغ نوروزی است.